# Elisa Gronau
Elisa Gronau (* 5. Juli 1990 in Berlin) ist eine deutsche Skispringerin.
Gronau, die für den WSV 1923 Bad Freienwalde startet, begann ihre Karriere 2008 mit der Aufnahme in den Kader des Bundesstützpunkts Klingenthal. Nachdem sie beim Deutschlandpokal 2008 den 11. Platz erreichte, wurde sie in den Perspektivkader für den Skisprung-Continental-Cup aufgenommen. Am 8. August 2009 gab sie in Bischofsgrün ihr Continental-Cup-Debüt. Nachdem sie bereits im ersten Springen mit dem 26. Platz in die Punkteränge sprang, gelang ihr im zweiten Springen am Folgetag mit dem achten Platz erstmals eine Platzierung unter den besten zehn. Nachdem ihr in dem weiteren Springen in Pöhla, indem sie startete, kein weiterer Punktegewinn gelang, belegte sie am Ende den 34. Platz in der Continental-Cup-Gesamtwertung. Bei den Deutschen Meisterschaften 2009 in Garmisch-Partenkirchen erreichte sie im Einzel den siebenten Platz. Ein Jahr später erreichte sie in Oberhof den 15. Platz.